# Salcidos

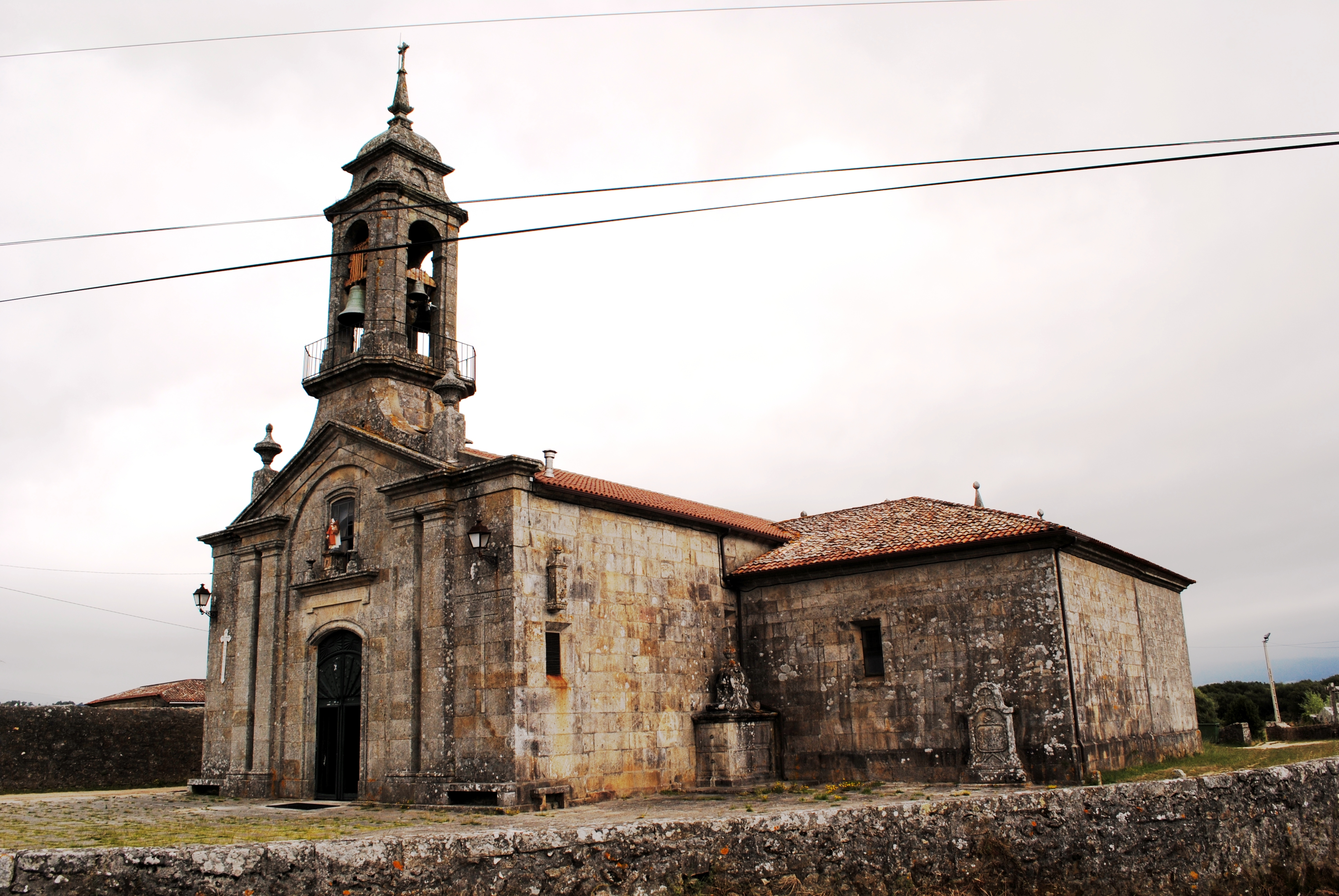
Parroquia de San Lorenzo de Salcidos

San Lorenzo de Salcidos es una parroquia del municipio pontevedrés de La Guardia, en la comunidad autónoma española de Galicia, La población de la parroquia de Salcidos en 2019 es de 2.843 habitantes (1.400 hombres y 1.443 mujeres), distribuidos en 26 núcleos de población. 
Es una de las tres parroquias constituyentes del municipio de La Guardia, junto a Camposancos (Santa Isabel) y La Guarda (Santa María).
Entre los lugares de interés de la parroquia se encuentran la Iglesia parroquial de San Lorenzo de Salcidos, los hornos cerámicos de Salcidos, la capilla de San Roque, la capilla de Nuestra Señora de las Mercedes y la zona de observación ornitológica de Xunqueira.

## Índice
- 1Geografía humana
  - 1.1Organización territorial
- 2Referencias
- 3Bibliografía
- 4Enlaces externos

## Geografía humana

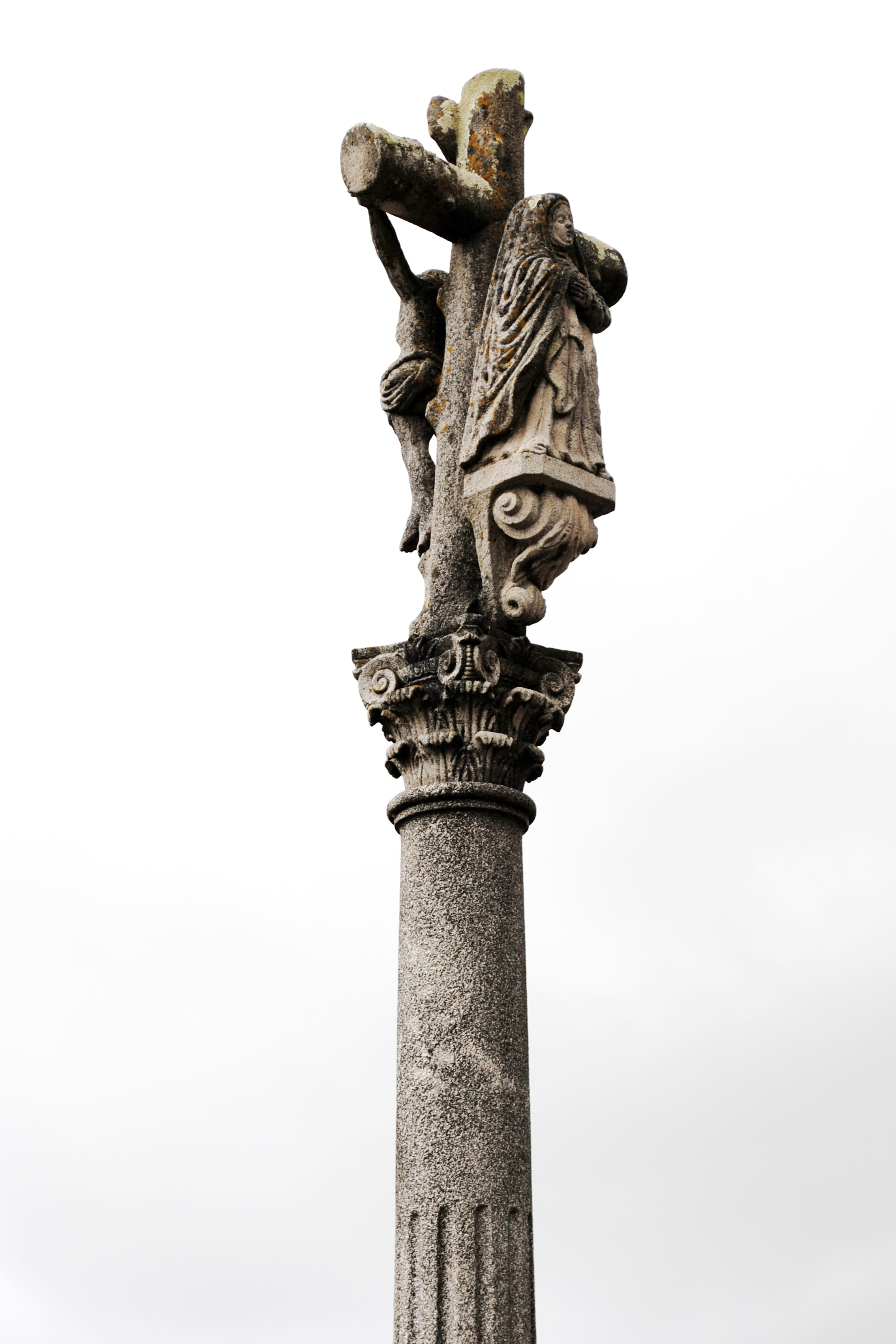
Cruceiro.

### Organización territorial
La parroquia de Salcidos se divide en núcleos de población: O Aloqueiro, A Barreira, Buxán, Os Casás, A Castiñeira, O Castro, Cividáns, O Coruto Vello, A Cruz, A Estibada, Funchidos, A Gándara, As Laxes, A Longra, O Marouco, Netos, O Outeiro, Pintán, Portela, A Proba, A Rocha, Salcidos, San Roque, Sete Camiños, A Silveira y Valiños.
| 2000 | 2002 | 2004 | 2006 | 2008 | 2010 | 2012 | 2014 | 2016 | 2018 | 2019 |
| ---- | ---- | ---- | ---- | ---- | ---- | ---- | ---- | ---- | ---- | ---- |
| 2877 | 2941 | 2942 | 3020 | 3072 | 3120 | 3096 | 3069 | 3051 | 2893 | 2843 |